# 부산근대역사관
부산근대역사관은 부산의 근대 역사 자료를 발굴, 기획, 전시, 교육하는 부산광역시 산하 사업소이다. 청사는 부산광역시 중구 대청로 104(대청동2가)에 있다.
일제강점기에 동양척식주식회사 부산지점 건물로 지어진 것을 해방후 미군이 접수하여 미영사관, 미문화원으로 쓰던 것을 부산시에서 받아, 2003년 7월 3일에 부산 근현대사 전시, 교육공간으로 활용하고 있으며, 총 3층 건물에 유물 200여점, 영상물, 모형물 등을 전시하고 근대문화유적 답사 프로그램을 운영하고 있다.

## 역사
- 일제강점기인 1929년 식민지 수탈기구인 동양척식주식회사 부산지점으로 신축

1910년 마산출장소 설치, 1920년 마산지점으로 승격, 1921년 부산부 영정(현재 영주2동)으로 이전, 1929년 대청동으로 옮김
- 1945년 해방 후 미군이 주둔하면서 24사단 숙소로 사용
- 1948년 9월 11일 체결된 한미간 재정 및 재산에 관한 최초협정에 따라 부산 미국문화원으로 쓰임
- 1950년 ~ 1953년 6.25 전쟁 시기에는 주한 미국 대사관으로 사용
- 1982년 3월 18일 부산 미국문화원 방화사건 발생
- 1984년 1월부터 부산 미국문화원 2층에 주부산 미국 영사관 개설, 부산광역시·대구광역시·경상남도·경상북도·제주도(현재의 제주특별자치도) 지역 영사업무 담당
- 1996년 10월 16일 부산 미국문화원 철수
- 1998년 7월 10일 주한 미국 대사관 통합 운영으로 미국 영사관 철수
- 1999년 4월 30일 미국 문화원으로 50년 3개월 동안 무상으로 사용되어 오다가 대한민국 정부에 반환
- 1999년 6월 10일 재정경제부와 협의 시유지와 교환으로 부산광역시에 이관
- 2003년 7월 3일 3년간 공사 후 부산근대역사관 개관[2]

## 전시공간
- 근대자료실, 영상실(4분), 정보검색실
- 제1전시실 : 부산의 근대개항, 일제의 부산수탈, 근대도시 부산
- 제2전시실 : 동양척식주식회사, 근현대 한미관계, 부산의 근대거리
- 특별전시실 : 특별교류전, 기획전 등

## 건물
부산역사관 건물은 2001년 5월 16일 부산광역시의 기념물 제49호 '구)동양척식주식회사부산지점'로 지정되었다가, 2014년 9월 3일 '구 동양척식주식회사 부산지점'으로 명칭이 변경되었다.
철근 콘크리트 3층으로 외벽 기초에는 대리석을 벽면에 두르고 바닥에도 대리석을 깔아 웅장함을 주었다. 건물 1, 2층 사이에는 문양을 넣고, 실내에는 전형적인 은행 건물 형태로 대형 기둥에 문양을 새겨 웅장한 분위기를 연출하였다. 창문은 아치 형태, 옥상은 철근 콘크리트로 마무리되어 있다.
일제시대 일본이 우리나라에 경제적인 수탈을 하기 위해 만든 동양척식주식회사 건물로서 부산지역의 경제수탈에 앞장섰던 본거지였다. 동양척식주식회사는 선진 농법을 전해주고 국토의 효율적으로 이용하여 더욱 잘 살게 해주겠다는 허울좋은 명분 아래 설립된 회사였으나 사실은 조선의 토지를 비롯한 노동력을 착취하기 위한 것이었다.
동양척식주식회사 부산지점으로 사용되었던 이 건물은 해방 이후에는 부산에 진주한 미군들의 숙소로 이용되다가 1949년 미문화원으로 개원하였고 1999년에야 비로소 반환되었다. 1920년대에 세워진 이 건물은 철근콘크리트조 건물로 서구양식이 도입될 당시의 건축 경향을 살필 수 있는 몇 남지 않은 자료이다. 또한 처음 지어졌을 당시부터 1999년 반환될 때까지 외세지배의 상징적 의미를 지니고 있는 한국 근대사에서 중요한 역사적 의미를 지닌 건축물이기도 하다.

## 주변
용두산공원 북쪽 진입로 옆에 있고, 천주교 중앙성당, 한국은행 부산지점이 이웃하고 있으며, 보수동 책방골목과 마주보고 있다.

## 참고 자료
- 부산근대역사관 - 국가유산청 국가유산포털